# Anthony Santander
Pour les articles homonymes, voir Santander.
Anthony Roger Santander (né le 19 octobre 1994 à Margarita au Venezuela) est un joueur de champ extérieur des Orioles de Baltimore de la Ligue majeure de baseball.

## Carrière
Anthony Santander signe son premier contrat professionnel en juillet 2011 avec les Indians de Cleveland. 
Après avoir évolué en ligues mineures de 2012 à 2016, il est réclamé au repêchage de la règle 5 par les Orioles de Baltimore.
Santander fait ses débuts dans le baseball majeur avec Baltimore le 18 août 2017.